# Pârâul Mic, Brătei
Râul Pârâul Mic este un curs de apă, afluent al râului Valea Neagră.

## Hărți
- Harta Munților Bucegi  Arhivat în 28 mai 2008, la Wayback Machine.
- Harta Munților Leaota  Arhivat în 9 iunie 2008, la Wayback Machine.